# Walnut Cove
Walnut Cove – miasto w Stanach Zjednoczonych, w stanie Karolina Północna, w hrabstwie Stokes.